# Kapitalstock
Der Kapitalstock (englisch capital stock) ist in der Volkswirtschaftslehre das für Produktionszwecke im Jahresdurchschnitt eingesetzte reproduzierbare Bruttoanlagevermögen.
Der Kapitalstock ist Teil des Produktivvermögens und umfasst den Bestand an technischen Anlagen, Maschinen und zu Produktionszwecken genutzten Gebäuden und Grundstücken.

## Ermittlung
Die Höhe des Kapitalstocks wird in der Vermögensrechnung, die einen Teil der Volkswirtschaftlichen Gesamtrechnung bildet, ermittelt. Die Vermögensrechnung beinhaltet unter anderem Daten zum Sachvermögen, insbesondere Anlagevermögen der Volkswirtschaft, das einen Teil des Kapitalstocks darstellt. Das Anlagevermögen umfasst Wohnbauten und Nichtwohnbauten, Fahrzeuge, Maschinen und sonstige Ausrüstungen sowie militärische Waffensysteme, geistiges Eigentum bestehend aus Forschung und Entwicklung, Urheberrechten, Software und Datenbanken sowie Suchbohrungen; außerdem Nutztiere und Nutzpflanzungen. „Als Indikator für die Entwicklung des Kapitalstocks dient der Kettenindex für das preisbereinigte Bruttoanlagevermögen.“ Der Kapitalstock umfasst nach der Definition des Statistischen Bundesamtes alle produzierten Vermögensgüter, die länger als ein Jahr wiederholt oder dauerhaft in der Produktion eingesetzt werden.
Ermittelt wird der Kapitalstock als Nettoanlagevermögen durch die Kumulationsmethode. Man geht von dem Kapitalstock eines bestimmten Anfangszeitpunktes aus, addiert die danach erfolgenden Anlageinvestitionen und subtrahiert die Abschreibungen. Auf diese Weise kann man den Kapitalstock im Laufe der Zeit fortschreiben. Das Problem ist der Kapitalstock des Anfangszeitpunktes, der im Allgemeinen nicht bekannt ist. Hier muss man sich mit Schätzungen behelfen. Im Laufe der Zeit hat die Größe des Anfangskapitalstocks allerdings keinen Einfluss mehr auf die laufende Größe des Kapitalstocks. Der mögliche Schätzfehler zu Beginn schwächt sich in seiner Auswirkung im Laufe der Zeit immer mehr ab; denn das Phänomen der langen Frist glättet über einen langen Zeitraum hinweg einzelne fehlerhafte Daten. Dieses „Vergessen“ (vgl. Ergodenhypothese) des Anfangswertes hängt davon ab, welche Nutzungsdauer für die einzelnen Anlagegüter angesetzt wird; je kürzer die Nutzungsdauer, desto rascher kann man den Anfangswert des Kapitalstocks „vergessen“.
Legt man für den Kapitalstock das Bruttoanlagevermögen zugrunde, werden die Anlagen nicht abgeschrieben, sie scheiden aus dem Anlagevermögen am Ende ihrer Nutzungsdauer vollständig aus. 

## Kennzahlen
Der Kapitalstock bildet die Grundlage für volkswirtschaftliche Kennzahlen. Das Verhältnis von Kapitalstock {\displaystyle KS} zu realem Bruttoinlandsprodukt (BIP) {\displaystyle Y_{r}} ergibt den Kapitalkoeffizient {\displaystyle KK}, der Kehrwert hiervon ist die Kapitalproduktivität:
{\displaystyle {\text{KK}}={\frac {\text{KS}}{Y_{\mathrm {r} }}}}.
Steigt bei konstantem BIP der Kapitalstock, erhöht sich der Kapitalkoeffizient und umgekehrt. Der Kapitalstock steigt oder fällt, je nachdem, ob die Nettoinvestitionen über oder unter null liegen.

## Theorie
Der Kapitalstock ist vergleichbar mit dem durchschnittlich gebundenen Kapital einer bestimmten Rechnungsperiode. Ob sich das Kapital zu einer eindimensionalen Größe addieren lässt (Elektrolokomotiven werden zu Reißnägeln addiert) ist theoretisch umstritten und Gegenstand der sogenannten Kapitalkontroverse.